# مبرهنة برنسايد

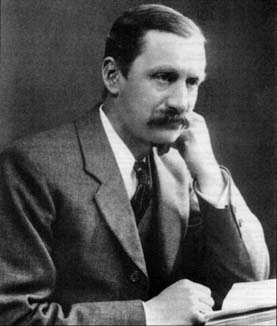

في الرياضيات، وبالتحديد في نظرية الزمر، مبرهنة بورنصايد (بالإنجليزية: Burnside's theorem)‏ هي مبرهنة تنص على أنه إذا كانت G زمرة منتهية رتبتها تساوي {\displaystyle p^{a}q^{b}} حيث p و q عددان أوليان وحيث a و b عددان طبيعيان، فإن G زمرة قابلة للحلحلة.
سميت هذه المبرهنة هكذا نسبة إلى عالم الرياضيات الإنجليزي ويليام برنسايد.